# Miconia pulverulenta
Miconia pulverulenta är en tvåhjärtbladig växtart som beskrevs av Hipólito Ruiz López och Pav.. Miconia pulverulenta ingår i släktet Miconia och familjen Melastomataceae. Inga underarter finns listade i Catalogue of Life.